# Town of Pines
Town of Pines es un pueblo ubicado en el condado de Porter en el estado estadounidense de Indiana. En el Censo de 2010 tenía una población de 708 habitantes y una densidad poblacional de 121,22 personas por km².

## Geografía
Town of Pines se encuentra ubicado en las coordenadas 41°41′18″N 86°57′6″O / 41.68833, -86.95167. Según la Oficina del Censo de los Estados Unidos, Town of Pines tiene una superficie total de 5.84 km², de la cual 5.84 km² corresponden a tierra firme y (0%) 0 km² es agua.

## Demografía
Según el censo de 2010, había 708 personas residiendo en Town of Pines. La densidad de población era de 121,22 hab./km². De los 708 habitantes, Town of Pines estaba compuesto por el 93.93% blancos, el 2.26% eran afroamericanos, el 0.42% eran amerindios, el 0.28% eran asiáticos, el 0% eran isleños del Pacífico, el 0.14% eran de otras razas y el 2.97% pertenecían a dos o más razas. Del total de la población el 3.11% eran hispanos o latinos de cualquier raza.